# Vannino Chiti
Vannino Chiti (Pistoia, 26 dicembre 1947) è un politico italiano, presidente della regione Toscana dall'11 gennaio 1992 al 18 maggio 2000, Ministro per le riforme istituzionali e i rapporti con il Parlamento dal 17 maggio 2006 all'8 maggio 2008 nel governo Prodi II, vicepresidente del Senato della Repubblica dal 2008 al 2013.

## Biografia
Nato a Pistoia, dove tuttora risiede, dopo aver compiuto studi classici, si laurea in filosofia, studioso della storia del cattolicesimo.
Entrato nel Partito Comunista Italiano (PCI), dov'è stato segretario provinciale a Pistoia, diventa membro del comitato centrale nel 1979 e segretario regionale nel 1987.
Alle elezioni amministrative del 1970 viene eletto consigliere comunale di Pistoia con il PCI, incarico che ricopre fino al 1985, durante il quale è stato prima assessore e infine sindaco dal 1982 al 1985. È stato anche presidente della sezione Toscana dell'Associazione Nazionale Comuni Italiani.
Alle elezioni regionali in Toscana del 1985 si candida col Partito Comunista Italiano, venendo eletto con 6.070 preferenze nel collegio di Pistoia in consiglio regionale della Toscana, divenendo segretario della commissione Affari istituzionali e capogruppo del PCI in consiglio regionale. Viene poi riconfermato alle regionali toscane del 1990 nel medesimo collegio e lista con 4.726 preferenze, divenendo poi presidente della Regione l'11 gennaio 1992. Mantiene la carica nel 1995 quando, alle elezioni regionali dello stesso anno, viene rieletto direttamente guidando una coalizione di centro-sinistra e, ottenendo il 50,12%, superando il candidato di centrodestra Paolo Del Debbio (36,05%). Durante il mandato, dal 1994 al 1998, è vicepresidente del Comitato delle Regioni dell’Unione europea. Si impegna nella difesa dell’apparato produttivo e dell’occupazione, nonché nello smaltimento dei rifiuti.
In seguito allo scioglimento del PCI con la svolta della Bolognina di Achille Occhetto, nel 1991 aderisce alla nascita del Partito Democratico della Sinistra (PDS), per poi confluire nel 1998, dopo la svolta di Massimo D'Alema, dal PDS ai Democratici di Sinistra (in quest'ultimo partito ha fatto parte della segreteria nazionale ed è stato nominato coordinatore nazionale), per unificare il PDS con altre forze della sinistra italiana e "ammainare" definitivamente il simbolo falce e martello in favore della rosa.

### Sottosegretario e deputato
In seguito alla nascita del secondo governo presieduto da Giuliano Amato nel 2000, viene nominato dal Consiglio dei Ministri sottosegretario di Stato alla Presidenza del Consiglio dei ministri con delega all'informazione e all'editoria.
Alle elezioni politiche del 2001 viene candidato alla Camera dei deputati nel collegio uninominale Firenze 1, sostenuto dalla coalizione dall'Ulivo in quota DS, dove viene eletto per la prima volta deputato con il 52,27% dei voti contro i candidati della Casa delle Libertà, in quota forzista, Denis Verdini (39,82%), della Lista Emma Bonino Matteo Mecacci (3,1%), di Democrazia Europea Gianni Galli (2,45%) e della Lista Di Pietro David Badini (2,36%). Nella XIV legislatura della Repubblica è stato componente della 1ª Commissione Affari costituzionali, della 4ª Commissione Difesa e della Commissione parlamentare per le questioni regionali.
È stato coordinatore e presidente dell'ufficio delle elezioni primarie de "L'Unione" del 2005.

### Ministro del governo Prodi

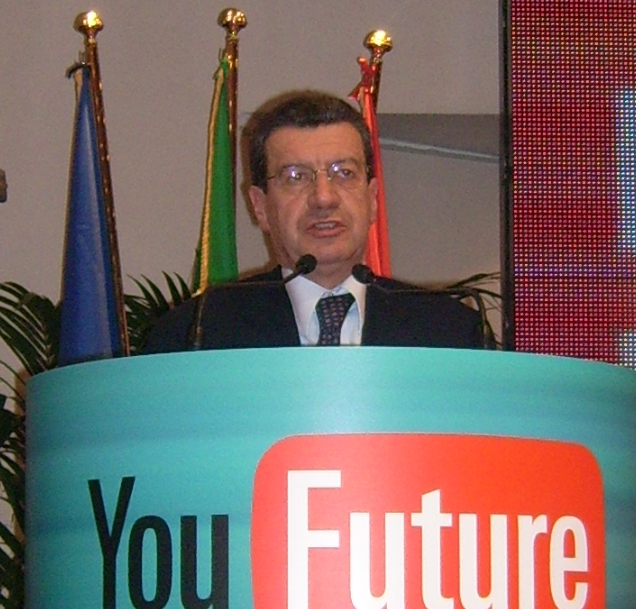
Chiti che interviene al congresso nazionale della Sinistra Giovanile nel 2007

Ricandidato e rieletto deputato come capolista nella circoscrizione Toscana alle politiche del 2006, tra le liste dell'Ulivo (lista che univa i DS con La Margherita di Francesco Rutelli) nella circoscrizione Toscana, dove alle consultazioni politiche la coalizione di centro-sinistra L'Unione guidata da Romano Prodi ne esce vittoriosa, seppur con un risultato risicato. Successivamente con la nascita del secondo governo presieduto da Prodi, viene indicato come Ministro per le riforme istituzionali e i rapporti con il Parlamento, giurando il 17 maggio 2006 nelle mani del neo-presidente della Repubblica Giorgio Napolitano, incarico che mantiene fino alla fine prematura del governo il 7 maggio 2008.

### Vicepresidente del Senato
Dopo la caduta del governo Prodi nel 2008 viene candidato alle anticipate elezioni politiche al Senato della Repubblica, ed è stato eletto senatore come capolista nella circoscrizione Toscana. Nella XVI legislatura della Repubblica è stato vicepresidente del Senato dal 6 maggio 2008 al 15 marzo 2013, eletto con 128 voti favorevoli.
Il 3 maggio 2012 subentra nel ruolo di vicepresidente vicario, dopo le dimissioni di Rosi Mauro, e lo mantiene fino alla fine della legislatura a cui succede Valeria Fedeli.

### Presidente della Commissione Affari Europei del Senato
Alle elezioni politiche del 2013 viene ricandidato al Senato della Repubblica, dov'è rieletto senatore tra le liste del PD nella circoscrizione Piemonte. Nel corso della XVII legislatura ha presieduto la 14ª Commissione permanente delle Politiche dell'Unione europea del Senato, dove ha presentato un disegno di legge costituzionale che si poneva in alternativa al ddl costituzionale presentato dal governo Renzi, appoggiato dal Movimento 5 Stelle, che lascerebbe al Senato alcuni poteri (l’esame del voto delle leggi elettorali, dei trattati europei e dei provvedimenti per i diritti fondamentali della persona) e rimarrebbe elettivo su base regionale.
Alle elezioni primarie del Partito Democratico del 2013 Chiti appoggia, assieme ai "bersaniani" (Roberto Speranza, Ugo Sposetti, Flavio Zanonato ed Enrico Rossi), la candidatura di Gianni Cuperlo, ex segretario della Federazione Giovanile Comunista Italiana e della Sinistra Giovanile, considerato vicino all'ex Presidente del Consiglio e leader PDS/DS Massimo D'Alema, ma che risulterà perdente, arrivando secondo al 18,21% dei voti contro il 53,23% dei voti del sindaco di Firenze Matteo Renzi.
Studioso del rapporto tra cattolicesimo e sinistra, ha pubblicato due libri sul rapporto tra religione e politica: Laici&Cattolici (Giunti, 1999) e Religioni e politica nel mondo globale (Giunti, 2011).
Il 14 gennaio 2016 è tra i 31 parlamentari, soprattutto di area cattolica, del PD a firmare un emendamento contro l'articolo 5 del disegno di legge Cirinnà riguardante l'adozione del figlio del partner.
Il 23 ottobre 2017, in dissenso dal Partito Democratico, non partecipa al voto di fiducia sulla nuova legge elettorale "Rosatellum".
Non viene più ricandidato alle elezioni politiche del 2018.

## Opere
- Intervista sul federalismo. Le ragioni delle regioni: il caso Toscana, con Demetrio Volcic, Giunti, 1995
- Euroland-Civiland, l'Europe aux pays des merveilles, Editions de l'Aube, 1998 (in francese tradotto in italiano, inglese e spagnolo)
- Laici & cattolici. Oltre le frontiere tra ragione e fede, Giunti, 1999
- La sinistra che vorrei. Appunti di viaggio in un mondo che cambia, Editori Riuniti, 1999
- Nostalgia del domani. Un diario a due voci, con Marco Chiti, Giunti, 2006
- La sinistra possibile. Il partito democratico alle prese col futuro, Donzelli, 2009
- Un'idea dell'Italia. Dialogo fra un politico e un filosofo, con Michele Ciliberto, Polistampa, 2009
- Religioni e politica nel mondo globale. Le ragioni di un dialogo, Giunti, 2011
- Tra terra e cielo. Credenti e non credenti nella società globale, Giunti, 2014
- Buon governo. Un mito? Le Regioni rosse tra leggenda e realtà, Guerini e Associati, 2015
- Vicini e lontani. L'incontro tra laici e cattolici nella parabola del riformismo italiano, Donzelli, 2016
- La democrazia nel futuro. Le nuove sfide globali, il «caso Italia» e il ruolo del centrosinistra, Guerini e Associati, 2018
- Mediterraneo. L'Europa alla riscoperta del suo cuore meridionale, Presentazione di G. Alberto Agnelli, con R. Leonardi e A. Bin, Vallecchi 1996
- La politica come servizio alla speranza, con A. M. Baggio e M. Cacciari, Polistampa 2002
- La democrazia nel futuro, Guerini e Associati, 2017
- Le religioni e le sfide del futuro, Guerini e Associati, 2019. Premio Amerigo 2020 per "La libertà di religione"
- Il destino di un'idea e il futuro della sinistra. Pci e cattolici, una radice della diversità. Guerini e Associati, 2021
- Dare un'anima alla Sinistra, Guerini e Associati, 2023
- "Due generazioni, una rivoluzione. Proposte per affrontare le sfide comuni" Vannino Chiti, Valerio Martinelli, Chiara Pazzaglia, prefazione Cardinal Matteo Maria Zuppi, postfazione Romano Prodi (Rubbettino Editore)
- "La democrazia sopravviverà a questo secolo?" Vannino Chiti (I libri di Mompracem)